# Dikaja sila
Dikaja sila (Дикая сила) è un film muto del 1916 diretto da Boris Čajkovskij.

## Trama
Hugo Walevsky, un uomo d'affari non più giovane, conosce la giovane nipote della sua ex governante, Edda, alla quale, dopo il primo incontro, propone di fidanzarsi e viene accettato. Nelle vicinanze della dacia dove abita con la zia, vaga un pover pazzo noto come Simone il matto che, a seguito dei modi garbati con i quali viene trattato da Edda, le si affeziona e passa spesso a vederla dalla finestra di casa della ragazza; la zia, spaventata dal pazzo, lo allontana. Una notte, Simon si dirige nuovamente verso la finestra di Edda e, trovandola aperta, entra nella stanza ragazza. Il giorno dopo Hugo va a trovare la ragazza che gli chiede se possa perdonare a una donna il suo passato; a seguito del categorico rifiuto di Hugo che nulla sa di quello che è successo, la ragazza, dopo aver scritto una lettera d'addio a Hugo, si getta la notte stessa nel fiume.